# Фосс, Юлия фон
Юлия Амалия Елизавета фон Фосс (нем. Julie Amalie Elisabeth von Voß; 4 июля 1766, Бух под Берлином — 25 марта 1789, Берлин) — фрейлина при прусском дворе, супруга короля Пруссии Фридриха Вильгельма II.

## Биография
Юлия фон Фосс — дочь Фридриха Кристиана фон Фосса и его супруги Амалии Оттилии фон Фирегг. В 1783 году, как и её тётка София, впоследствии обер-гофмейстерина королевы Луизы поступила на службу фрейлиной при королеве Елизавете Кристине. При дворе Юлия познакомилась с кронпринцем Фридрихом Вильгельмом.
Уже будучи королём, Фридрих Вильгельм получил от своей супруги королевы Фридерики Луизы Гессен-Дармштадтской письменное согласие заключить морганатический брак. Королева, родившая семерых детей, считала себя исполнившей свои супружеские обязанности. Бракосочетание со второй женой состоялось в часовне Шарлоттенбургского дворца 7 апреля 1787 года. В ноябре 1787 года Фридрих Вильгельм II присвоил Юлии фон Фосс титул графини Ингенгейм. Спустя два года 22-летняя графиня умерла от туберкулёза, обострение которого случилось после рождения ею сына Густава Адольфа (1789—1855). 1 апреля вторую супругу короля Фридриха Вильгельма II похоронили в церкви дворца в Бухе. 
Теодор Фонтане оставил для поколений переписку Юлии фон Фосс с её тёткой Софией.